# Рунк (Видра)
Рунк (рум. Runc) насеље је у Румунији у округу Алба у општини Видра. Oпштина се налази на надморској висини од 862 m.

## Становништво
Према подацима из 2011. године у насељу је живело 87 становника.